# 陣内智則のひとり番長
陣内智則のひとり番長（じんないとものりのひとりばんちょう）は、2004年10月3日から2006年3月29日まで、TBSラジオで放送されていたラジオ番組。他のJRN系列局でも放送されていた。
放送時間は当初日曜日23:30 - 24:00（TBSラジオでの時間）。2005年4月より放送時間が移動・拡大し、「JUNK2」（平日27:00 - 28:00）の水曜枠で「水曜JUNK2 陣内智則のひとり番長（すいようジャンクツー じんないとものりのひとりばんちょう）」として放送されていた。

## 概要
ピン芸人の陣内智則がパーソナリティを務める、初の冠番組。
ネタに映像や音声を使い、ナニワの次世代型〈作りこみ芸人〉とよばれる陣内だが、物知らずな部分が多い。そんな陣内を、様々な面で変えていこうというコンセプトである。ハートフルかつ摩訶不思議、またちょっぴり毒のあるラジオワールドをつくりあげていく。
また、WEBラジオではオープニングトークのダイジェストが放送されていた。

## コーナー
週間陣内
陣内がその週の身の周りの出来事を紹介するコーナー。
ちょっと聴いてや
リスナーと電話をつないで話すコーナー。毎週「〜な体験をした」「今、〜である」といったテーマが決められており、そのテーマについてリスナーと話す。
イメとも
普通ではありえないようなシチュエーションを妄想（イメージ）するコーナー。初回のテーマは「伊東美咲に告白されたら？」だった。
コーナータイトルは陣内が司会を務めた朝の情報番組、なるトモ!に由来する。
7Q
ヒーロー戦隊オバハーン
町で見かけた面白いおばさんを紹介していくコーナー。
ロンリーギャンブラー
陣内とリスナーが、賭け事をするコーナー。
「尾崎としゃべりたい」
リスナーが尾崎豊の曲のフレーズをもとに投稿したネタに陣内がつっこむコーナー。
国会予備校
普段テレビや舞台で見かける作りこまれたネタからうかがえる頭の良さとはうってかわって、陣内が無知であることが判明。それを受け、世の中の政治にまつわることを学んでいこうというコーナー。
ブログ立ち上げ計画
情報化社会になっている今、陣内自身がつくる、ブログを立ち上げようというコーナー。
2005年4月30日、プレオープンしたブログに1000件以上のアクセスがあれば、本格的に陣内がブログを始めるという条件をなんなくクリアし、このラジオ番組発信のブログが始まった。
同年8月の時点では、アクセス数が7万件を超えた。また、同年10月にはアクセス数が10万件を超えTBSラジオの公式ブログに移行した。
陣内目安箱
毎回、リスナーからの3通以上のハガキ・メールを番組内で読んで、リスナーからの意見や要望に答えるコーナー。

### 2005年3月までで終了したコーナー
今週のチクリネタ　
陣内が雑誌やテレビなどでこんなことを言っていた、または街角で見かけたということを暴露するコーナー。大概は雑誌のインタビューでの発言や、テレビ番組での言動を報告するものが多い。
番長のネタ設定
陣内のコントの設定をリスナーから募集。採用されれば、エンタの神様などで実際に披露され、ある程度のプレゼントももらえるらしい。
伝説の番長！
リスナーの周りにいる「伝説の番長」のエピソードの募集。
ガン付け王
リスナーの投稿した携帯電話の写真を紹介し、ガン付け対決をする。
番長からの宿題
毎週陣内から出される宿題を、リスナーが解決する。1回目のテーマは「大阪〜東京間の新幹線でのひとり遊び」。
番長ひとりよがり
ひとり愛
当時ブームであった「純愛」をテーマに、片思いをしているリスナーからハガキ・メールを募集し、陣内が恋のアドバイスをする。　

## エピソード
- 陣内の地元関西地方では、当初ABCラジオでネットしていたが、JUNK2枠への移動に伴い、ネットから撤退した。
- 2005年12月31日、日本テレビ系で放送された「輝け!お笑いネタのグランプリ」でグランプリを受賞し、賞金1000万円を獲得。陣内はそのうち100万円をリスナーに還元する、と少しいやいやながらも宣言した。
- 2006年3月22日に、スタジオにつながる電話番号を探し当て、なぞなぞに答えることのできたリスナー に、生放送で還元する。
- 2006年1月19日には生放送終了後、東京から大阪へ向かう新幹線で熟睡、下車する新大阪駅を乗り過ごしたため「なるトモ!」(YTV)を番組開始から約1時間の遅刻をしてしまうハプニングもあった。